# Kstowo
Kstowo (ros. Ксто́во) — miasto (od 1957) w Rosji, centrum administracyjne kstowskiego miejskiego (municypalnego) rejonu obwodu niżnonowogrodzkiego.
Kstowo położone jest na prawym brzegu Wołgi, 30 km poniżej zbiegu Oki i Wołgi, 29 km od Niżnego Nowogrodu na trasie M7 "Wołga" i odcinku kolejowym Okskaja - Zelecyno. Przez miasto przepływa rzeka Kud'ma, dopływ Wołgi.
Największy zakład pracy - zakłady przetwórstwa produktów naftowych kompanii Łukoil.

## Demografia
- 2013[6] – 66 989
- 2021[2] – 66 928

## Historia
(na podstawie informacji z oficjalnej strony internetowej miasta)
Nazwa miasta wywodzi się prawdopodobnie z języka mordwińskiego od słowa "ksta" - "truskawka". Osada Kstowska, położona na miejscu obecnego miasta, była znana już w XIV w. Rosjanie, zajmując nowe terytoria, osiedlali się wzdłuż dróg i tworzyli cały łańcuch osiedli z biegiem Wołgi.
W przeszłości ludność zajmowała się burłactwem, pleceniem siatek, rybołówstwem.
Na początku XV wieku osadę i przynależne do niej ziemie otrzymał od syna ostatniego niżegorodzkiego kniazia Daniła Borysowicza Peczerski Monastyr. W ciągu kolejnych 150 lat, pomiędzy tatarskimi najazdami, kstowczanie pracowali na roli, zajmowali się łowiectwem i rybołówstwem.
W 1818 zbudowano w Kstowie kamienną cerkiew i od tego czasu stał się on znany jako wieś. Na początku lat 20. XX wieku Kstovo staje się centrum dużego rejonu rolniczego - w 1929 utworzono rejon kstowski, rozwija się leśnictwo i połowy na Wołdze i okolicznych zalewowych jeziorach.
Miasto Kstowo początkowo budowano jako osiedle robotnicze w pobliżu rolniczej wsi Kstowo, z biegiem czasu i powiększającej się liczby mieszkańców osiedle i wieś wspólnie otrzymało status najpierw "robotniczego osiedla Kstowo", następnie 12 września 1957 miasta.
Planowaniem urbanistycznym miasta zajmował się leningradzki instytut "Lengorstrojprojekt", który musiał uwzględnić stacjonujący w jednym z osiedli wojskowy oddział deszyfrażu lotniczego z laboratoriami, zajmujący się m.in. obróbką techniczną klisz uzyskanych z kamer lotniczych. Po rozformowaniu oddziału na miejscu jego stacjonowania utworzono sanatorium wojskowe, przeniesione następnie do Soczi na miejsce oddziału budowlanego, który z kolei przeniesiono do Kstowa.
Sytuacja mieszkaniowa była ciężka. W kilku wąwozach wyryte były ziemianki z dachami na poziomie gruntu - wystawały tylko kominy, mieszkańcy żyli w nich przez cały rok. Zmiany nastąpiły dopiero po zbudowaniu zakładów przetwórstwa naftowego i kolejnych przemysłowych - elektrociepłowni, produkcji betonu, obróbki drewna i produkcji asfaltobetonu. Na początku lat 60. zbudowano z kolei zakłady produkcji wełny mineralnej, produkcji i wtórnego bieżnikowania opon, mleczarskie.